# 阿利達 (印第安納州)
阿利達（英語：Alida）是位於美國印地安納州拉波特縣的一個非建制地區。該地的面積和人口皆未知。

## 歷史
當地郵局從1876年運作到1932年。